# Pruna (Andalusia)
Pruna és una localitat de la província de Sevilla, Andalusia, Espanya. L'any 2019 tenia 3.354 habitants. La seva extensió superficial és de 101 km² i té una densitat de 30,6 hab/km². Les seves coordenades geogràfiques són 36° 58′ N, 5° 13′ O. És a una altitud de 663 metres i a 106 kilòmetres de la capital de la província, Sevilla.
| 1996  | 1998  | 1999  | 2000  | 2001  | 2002  | 2003  | 2004  | 2005  | 2007  | 2019  |
| ----- | ----- | ----- | ----- | ----- | ----- | ----- | ----- | ----- | ----- | ----- |
| 3.475 | 3.354 | 3.297 | 3.264 | 3.219 | 3.145 | 3.067 | 3.057 | 3.060 | 2.950 | 3.354 |